# Mixodectes
Mixodectes is een geslacht van uitgestorven zoogdieren behorend tot de Mixodectidae. Dit dier leefde tijdens het Paleoceen in Noord-Amerika.

## Fossiele vondsten
Fossielen van Mixodectes zijn gevonden in de Amerikaanse staat New Mexico. De vondsten zijn gedaan in het San Juan-bekken en dateren uit de North American Land Mammal Age Torrejonian. De meeste vondsten zijn delen van het gebit en de onderkaak, maar in 2025 werd een goed bewaard skelet met gedeeltelijke schedel beschreven. 

## Kenmerken
Het skelet van Mixodectes laat een lichaamsbouw zien die indeling binnen de Euarchonta (primaten en huidvliegers) ondersteunt en vermoedelijk was het een stamvorm van deze klade. De mobiele gewrichten van de ellebogen en enkels passen bij een traag klimmende boombewoner. Met de geklauwde vingers was het staat zich verticaal vast te grijpen aan boomstammen en takken. Het gebit laat zien dat Mixodectes een omnivoor was en zich met name voedde met bladeren. 
Mixodectes had het formaat van bamboemaki met een geschat gewicht van 1,3 kg. Hiermee was het relatief groot voor een boombewonend zoogdier uit het Vroeg-Paleoceen. Met zijn formaat en voedingspatroon onderscheidde Mixodectes zich van palaeochthoniden als Torrejonia en zo vervulden deze twee verwante dieren verschillende niches in de bossen van het San Juan-bekkentijdens het Torrejonian.